# Círculo ortocentroidal

Un triángulo (negro), sus alturas (azul), su centroide (rojo), y su círculo ortocentroidal (amarillo)

En geometría, el círculo ortocentroidal de un triángulo no equilátero es el círculo cuyo contorno pasa por el ortocentro del triángulo y por su centroide, situados en los extremos opuestos de un diámetro. Este diámetro también contiene el centro de nueve puntos del triángulo y pertenece a la recta de Euler, que también contiene el circuncentro, situado fuera del círculo ortocentroidal.
Guinand demostró en 1984 que el incentro del triángulo debe estar en el interior del círculo ortocentroidal, pero no coincidiendo con el centro de nueve puntos; es decir, debe caer en el "disco ortocentroidal" abierto perforado en el centro de nueve puntos.
: pp. 451–452 
El incentro puede ser cualquier punto del disco, dependiendo del triángulo específico que tenga ese círculo ortocentroidal particular.
Además, el punto de Fermat, el punto de Gergonne y el centro simediano están en el disco ortocentroidal abierto perforado en su propio centro (y podrían estar en cualquier punto), mientras que el segundo punto de Fermat está en el exterior del círculo ortocentroidal (y también podría estar en cualquier punto). El conjunto de localizaciones potenciales de uno u otro de los puntos de Brocard también es el disco ortocentroidal abierto.
El cuadrado del diámetro del círculo ortocentroidal es: p.102  {\displaystyle D^{2}-{\tfrac {4}{9}}(a^{2}+b^{2}+c^{2}),} donde a, b y c son las longitudes de los lados del triángulo y D es el diámetro de su circunferencia circunscrita.